# Johnny Dusbaba
Johnny Dusbaba (* 14. März 1956 in Den Haag) ist ein ehemaliger niederländischer Fußballspieler. Durchaus talentiert, wurde er Meister mit Ajax, Anderlecht und Standard Lüttich und schaffte er es viermal in der niederländischen Nationalmannschaft zu spielen, allerdings stand ihm sein Lebensstil für eine größere Karriere im Weg. Während seiner Vertragszeit in Breda hatte er schließlich ein Körpergewicht von 108 Kilogramm erreicht.
Der Verteidiger begann seine Karriere bei ADO Den Haag. Ab 1974 spielte er für Ajax Amsterdam, wo er 1977 unter Trainer Tomislav Ivić die Landesmeisterschaft gewann. Mit Barry Hulshoff, Ruud Krol, Wim Suurbier und dem nicht mehr zum Einsatz gekommenen Torhüter Heinz Stuy waren hier einige Mitstreiter dabei die noch an die goldenen Ajax Jahre zu Beginn des Jahrzehntes erinnerten.
In der folgenden Saison wechselt er nach Belgien zum RSC Anderlecht, wo er unter Trainer Raymond Goethals in seiner ersten Saison mit einem 4:0-Sieg im Finale in Paris über FK Austria Wien den Europapokal der Pokalsieger gewann. 1981 gewann er mit dem Brüsseler Vorortsklub, diesmal angeleitet von Tomislav Ivić, die belgische Meisterschaft. Zu seinen Mitstreitern in jenen Jahren zählten hier seine Landsleute und Vizeweltmeister von 1974 Stürmerstar Rob Rensenbrink und Arie Haan sowie die belgischen Stars Frank Vercauteren und François van der Elst.

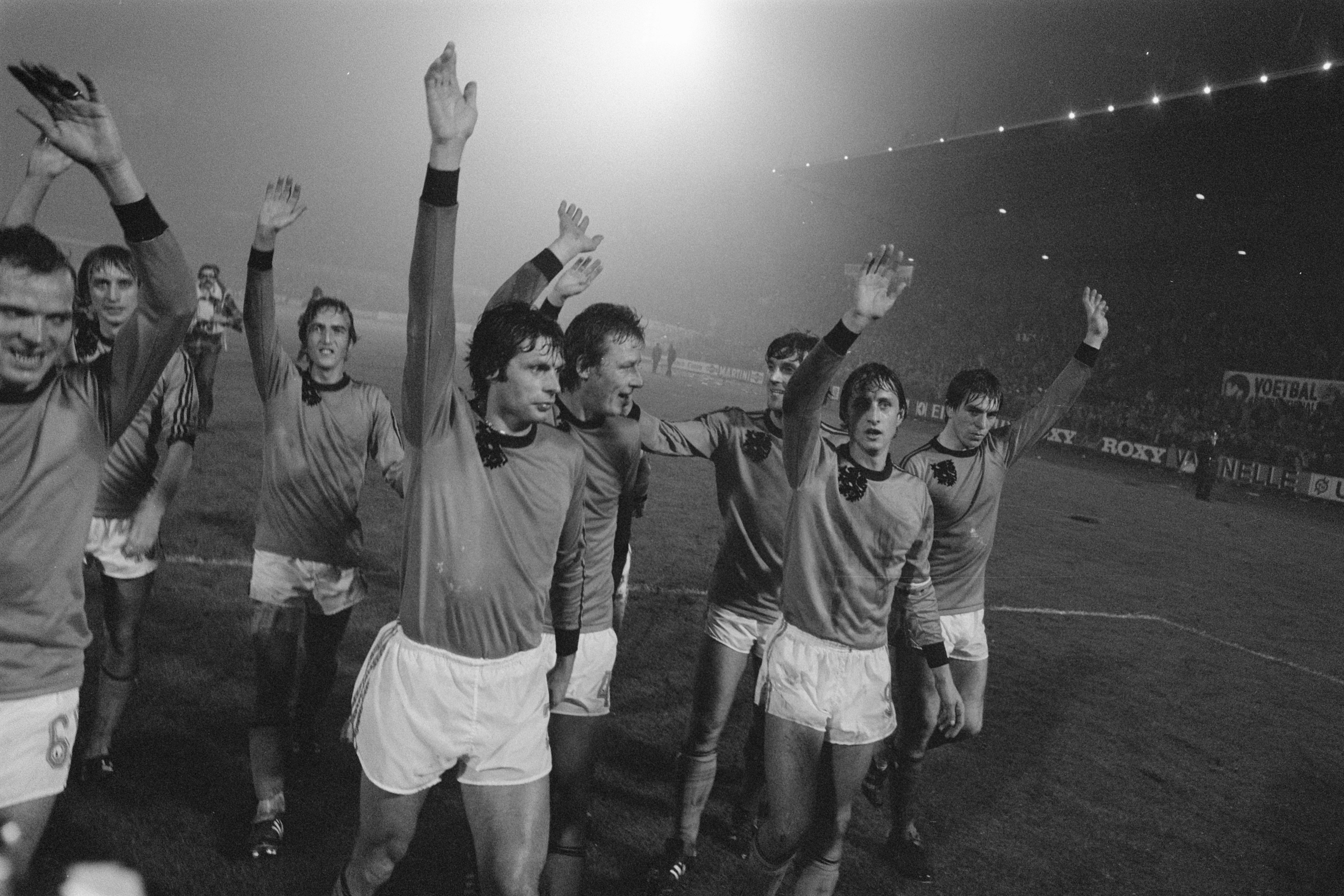
Johan Neeskens, Wim Suurbier, Hugo Hovenkamp, Ruud Krol, Johan Cruijff und Johnny Dusbaba nach dem Spiel gegen Belgien 1977.

1977 wurde zweimal von Trainer Ernst Happel anstelle des verletzten Wim Rijsbergen in drei Qualifikationsspielen der Nationalmannschaft für die Weltmeisterschaft 1978 in Argentinien aufgestellt. In den Spielen gegen Island, Nordirland und Belgien gab es drei Siege bei 6:1 Toren. Für die Endrunde, bei der die Niederlande Vizeweltmeister wurden, erhielt er keine Einladung. Happel-Nachfolger Jan Zwartkruis stellte ihn im Oktober 1978 noch einmal in einem Europameisterschaftqualifikationsspiel für Italien 1980 gegen die Schweiz auf: Im Berner Wankdorfstadion gewannen die Niederländer 3:1.
In der Saison 1981/82 Saison gewann er mit Standard Lüttich erneut die belgische Meisterschaft. Erneut war auch der Trainer ein alter Bekannter: Raymond Goethals. Die Meisterschaft wurde erst im letzten Spiel durch einen 3:1-Sieg gegen Waterschei SV Thor entschieden. 1984 wurde durch Richter Guy Bellemans festgestellt, dass Waterschei für die Niederlage bezahlt wurde. In dieser Saison drang Standard auch in das Europapokal der Pokalsieger-Finale vor, wo die Mannschaft gegen den von Udo Lattek trainierten FC Barcelona um den dänischen Superstar Allan Simonsen – im Camp Nou von Barcelona – mit 1-2 verlor. Dusbaba kam aber nur in den Spielen der ersten und zweiten Runde des Wettbewerbes zum Einsatz. Torhüter Michel Preud’homme und Spielführer Eric Gerets waren die belgischen Stars der Mannschaft. Daneben waren Landsmann Arie Haan, der schwedischen Stürmer Benny Wendt und der Schweizer René Botteron bekannte Spieler im Kader. Dusbaba trat 16 Mal für die Wallonen an.
Ab 1982 spielt er wieder in den Niederlanden, diesmal bei NAC Breda, wo er in 1983 in die zweite Liga absteigt. 1984 schließt er sich dem belgischen Erstligaaufsteiger Sint-Niklaas SK an der jedoch auch umgehend wieder absteigt. Nach der Saison 1985/86 beendete Johnny Dusbaba seine Spielerlaufbahn.
Nach seiner Karriere als Spieler eröffnete er in Belgien ein Bekleidungsgeschäft. Schon in seiner Zeit beim AFC Ajax betrieb er einen schwunghaften Handel von Lederjacken und dergleichen vom Kofferraum seines Autos aus.

## Erfolge
- Europapokal der Pokalsieger: 1978
- Niederländischer Meister: 1977
- Belgischer Meister: 1981, 1982